# Anna (court métrage)
Pour les articles homonymes, voir Anna.
Pour plus de détails, voir Fiche technique et Distribution.
Anna (ukrainien : Анна) est un court métrage en prise de vue réelle réalisé par le cinéaste israélien Dekel Berenson. Ce film de 15 minutes aborde des questions sociales et humanitaires en décrivant les « tournées de l'amour » organisées en Ukraine pour les hommes étrangers à la recherche d'une partenaire féminine à ramener chez eux,,,. Anna a été présenté en compétition au 72e Festival de Cannes,, a remporté un BIFA, a été présélectionné pour un BAFTA et nommé pour les Ophirs du cinéma et les Dzygas d'or.

## Synopsis
Anna, une mère célibataire d'âge moyen vivant dans l'Est de l'Ukraine déchiré par la guerre, a désespérément besoin de changement. Alors qu'elle travaille dans une usine de transformation de la viande, elle entend une annonce à la radio l'invitant à participer à une fête organisée pour les hommes étrangers qui parcourent le pays à la recherche de l'amour. Une fois sur place avec sa fille, Anna est confrontée aux réalités de la vieillesse et comprend les véritables intentions des hommes. Toutes deux prennent conscience de l'absurdité et de l'indignité de la situation.

### Distribution
- Svetlana Alekseevna Barandich : Anna
- Anastasia Vyazovskaya : Alina
- Alina Chornogub : la traductrice
- Liana Khobelia : l'organisatrice de la fête

## Accueil
Le film a reçu de nombreux prix, a été projeté dans environ 350 festivals et sélectionné plus de 160 fois.
| Anné | Festival                  | Prix/Catégorie                       | Statut         |
| ---- | ------------------------- | ------------------------------------ | -------------- |
| 2020 | BAFTA                     | Court métrage britannique            | Préselectionné |
| 2020 | Ophirs du cinéma          | Meilleur court métrage               | Nommé          |
| 2019 | BIFA                      | Meilleur court métrage britannique   | Récompensé     |
| 2019 | DC Shorts Film Festival   | Meilleur film narratif international | Récompensé     |
| 2019 | 72nd Cannes Film Festival | Palme d'or du court métrage          | Nommé          |